# Angelo Francesco Lavagnino
Angelo Francesco Lavagnino, né le 22 février 1909 à Gênes, en Ligurie, et mort le 21 août 1987 à Gavi, dans la province d'Alexandrie, dans le Piémont, est un compositeur et violoniste italien du XXe siècle, très apprécié des cinéastes, à qui l'on doit de nombreuses musiques de films.

## Biographie
Angelo Francesco Lavagnino travailla beaucoup pour le cinéma. Il composa notamment la musique de deux films d'Orson Welles : Othello et Falstaff. Parmi ses œuvres les plus connues, on trouve la musique d'un certain nombre de documentaires d'exploration dans lesquels il parvient à restituer l'ambiance musicale de cultures lointaines sans céder à un exotisme factice. Continent perdu (Continente perduto) d'Enrico Gras, prix spécial du Jury à Cannes en 1955 en est un exemple. Ses thèmes musicaux y sont interprétés sous la direction du tout jeune Michel Legrand.
Il est également l'auteur de quelque œuvres classiques dont un Concerto pour violon et orchestre et un opéra Malafonte créé en Belgique.
Angelo Francesco Lavagnino meurt le 21 août 1987 à Gavi, dans le Piémont, à l'âge de 78 ans.

## Filmographie
- 1948 : Che tempi! de Giorgio Bianchi
- 1954 : Il matrimonio d'Antonio Petrucci
- 1955 : Totò e Carolina de Mario Monicelli
- 1955 : Tam-tam (Tam tam mayumbe) de Folco Quilici et Gian Gaspare Napolitano
- 1955 : Les Aventures et les Amours de Casanova (Le avventure di Giacomo Casanova) de Steno
- 1955 : Non scherzare con le donne de Giuseppe Bennati
- 1955 : L'Enfant de la rue (Cortile) d'Antonio Petrucci
- 1955 : Par-dessus les moulins (La bella mugnaia) de Mario Camerini
- 1957 : Les Fiancés de la mort (I fidanzati della morte) de Romolo Marcellini
- 1959 : Les Derniers Jours de Pompéi (Gli ultimi giorni di Pompei) de Sergio Leone et Mario Bonnard
- 1959 : Ferdinand Ier, roi de Naples de Gianni Franciolini
- 1960 : Les Nuits de Raspoutine (L'ultimo zar) de Pierre Chenal
- 1960 : Ces sacrées Romaines (I baccanali di Tiberio) de Giorgio Simonelli
- 1961 : Le Colosse de Rhodes (Il colosso di Rodi) de Sergio Leone
- 1961 : Les Guérilleros (I briganti italiani) de Mario Camerini
- 1961 : La Grande Olympiade (La grande olimpiade), documentaire de Romolo Marcellini
- 1961 : L'Odyssée nue (Odissea nuda) de Franco Rossi
- 1962 : Le Tueur à la rose rouge (Nur tote Zeugen schweigen) d'Eugenio Martín
- 1962 : Carmen 63 (Carmen di Trastevere) de Carmine Gallone
- 1963 : Hercule, Samson et Ulysse (Ercole sfida Sansone) de Pietro Francisci
- 1964 : Le Château des morts-vivants (Il castello dei morti vivi) de Luciano Ricci et Warren Kiefer
- 1964 : Le Pont des Soupirs (Il ponte dei sospiri) de Carlo Campogalliani et Piero Pierotti
- 1965 : L'Homme de Tolède (L'uomo di Toledo) (ou La muerte se llama Myriam) d'Eugenio Martín
- 1965 : Les Renégats du désert (Una ráfaga de plomo) de Paolo Heusch et Antonio Santillán (it)
- 1966 : Des fleurs pour un espion (Le spie amano i fiori) d'Umberto Lenzi
- 1967 : Les Chiens verts du désert (Attentato ai tre grandi) d'Umberto Lenzi
- 1967 : Gungala, la vierge de la jungle (Gungala la vergine della giungla) de Romano Ferrara (de)
- 1968 : Samoa, fille sauvage (Samoa, regina della giungla) de Guido Malatesta
- 1968 : Le Fils de l'Aigle noir (Il figlio di Aquila Nera) de Guido Malatesta
- 1968 : Le Pistolero de Paso Bravo (Uno straniero a Paso Bravo) de Salvatore Rosso (de)
- 1969 : Zorro au service de la reine  (Zorro alla corte d'Inghilterra) de Franco Montemurro
- 1970 : Les Sorcières du bord du lac (Il delitto del diavolo) de Tonino Cervi